# Andrzej Sygut
Andrzej Sygut (ur. 28 lipca 1946 w Wierzbicy) – polski pedagog, wykładowca i urzędnik, były świętokrzyski kurator oświaty (1990–2001), w latach 2002-2018 pełnił funkcję zastępcy prezydenta Kielc.

## Życiorys
Ukończył szkołę podstawową w Kijach i w 1964 Liceum Ogólnokształcące im. Hugona Kołłątaja w Pińczowie. W latach 1964–1969 odbył studia z zakresu filologii polskiej na Uniwersytecie im. Adama Mickiewicza w Poznaniu.
Po uzyskaniu tytułu magistra pracował do 1973 na stanowisku instruktora w Wojewódzkiej Spółdzielni Spożywców „Społem” w Kielcach. W latach 1973–1990 zatrudniony był jako wykładowca w Instytucie Kształcenia Nauczycieli i Badań Oświatowych w tym mieście. Od 1990 do 2001 pełnił funkcję świętokrzyskiego kuratora oświaty. W 1996 wystosował list do nauczycieli i młodzieży licealnej w związku z 50. rocznicą pogromu kieleckiego. W 2002 podjął pracę jako konsultant w Świętokrzyskim Centrum Doskonalenia Nauczycieli.
Od 1970 do 1981 należał do Zjednoczonego Stronnictwa Ludowego. W latach 1980–1981 był ekspertem zarządu regionu świętokrzyskiego NSZZ „Solidarność”. Po 1989 roku zaangażował się w działalność ROAD i Unii Demokratycznej. W 2002 został zastępcą prezydenta Kielc.
W 1997, za wybitne zasługi w pracy pedagogicznej, został odznaczony Krzyżem Kawalerskim Orderu Odrodzenia Polski.